# Silk Avia
Silk Avia LCC, beter bekend als Silk Avia of Silkavia, is een Oezbeekse regionale luchtvaartmaatschappij met haar hub op de luchthaven van Tasjkent. De maatschappij is opgericht als lagekostenluchtvaartmaatschappij en partner van Uzbekistan Airways. Silk Avia is eigendom van Uzbekistan Airports. Het bedrijf exploiteert elf internationale luchthavens in Oezbekistan en heeft nu ook een eigen luchtvaartmaatschappij. Er wordt momenteel gevlogen op vijftien bestemmingen, maar de maatschappij is van plan dit te verhogen tot veertig bestemmingen. De maatschappij heeft de IATA- en ICAO-code van US Airways overgenomen.

## Geschiedenis
Silk Avia werd op 6 juli 2021 opgericht op initiatief van het Oezbeekse Ministerie van Transport. Het doel is om binnenlands toerisme en zakelijke ontwikkelingen te stimuleren. De oprichting werd bekend gemaakt in november 2021 tijdens de Dubai Airshow. Uiteindelijk werd duidelijk dat de maatschappij zou gaan vliegen met ATR-toestellen waarmee het de eerste gebruiker van dit type in Centraal-Azië werd. De maatschappij is gestart met drie toestellen die voorheen voor Bangkok Airways vlogen. Op 18 maart 2023 vertrok het eerste toestel vanuit Bangkok en kwam na zes tussenstops op 21 maart 2023 aan op de luchthaven van Tasjkent. Na testvluchten werd op 25 april 2023 de eerste vlucht uitgevoerd. Daarvóór is op 23 november 2022 een order voor vijf gloednieuwe extra toestellen bij Avions de Transport Régional geplaatst. Drie vanaf de fabriek en twee toestellen via een lease bij Nordic Aviation Capital, dat werd op 20 juni 2023 tijdens de Paris Air Show bekend. Het eerste toestel van Nordic Aviation Capital is op 19 februari 2024 geleverd. Dit toestel is in december 2023 nieuw geleverd door ATR en aan NAC geleverd. De overige toestellen worden ook op korte termijn geleverd.

## Vloot
De vloot van Silk Avia bestaat uit (oktober 2024):
| Type               | In dienst | Orders | Opmerkingen                               |
| ------------------ | --------- | ------ | ----------------------------------------- |
| ATR 42-600         | —         | 2      | [ 19 ]                                    |
| ATR 72-600         | 5         | 3      | Drie toestellen komen van Bangkok Airways |
| Let L-410 Turbolet | 2         | 2      | Uitgevoerd voor Uzbekistan Airways        |
| Totaal             | 7         | 7      |                                           |

### Livery
Het kleurenschema van Silk Avia is geïnspireerd op, de naam zegt het al, satijn. De livery bestaat uit satijnen lap die vanaf de start tot halverwege de romp loopt. De kleuren zijn geïnspireerd op kleuren die traditioneel worden gebruikt in satijn in Centraal-Azië, dat is bijvoorbeeld te zien op een tubeteika. De maatschappij is van plan om verschillende varianten te introduceren.

## Bestemmingen
Silk Avia vliegt naar de volgende bestemmingen (oktober 2024): 
| Land        | Stad       | Luchthaven                        | Opmerkingen      |
| ----------- | ---------- | --------------------------------- | ---------------- |
| Kirgizië    | Tamçı      | Internationale luchthaven Ysykköl | seizoensgebonden |
| Oezbekistan | Buchara    | Bukhara International Airport     |                  |
| Oezbekistan | Farg’ona   | Fergana International Airport     |                  |
| Oezbekistan | Kokand     | Kokand Airport                    |                  |
| Oezbekistan | Moynaq     | Muynak Airport                    |                  |
| Oezbekistan | Namangan   | Namangan International Airport    |                  |
| Oezbekistan | Navoiy     | Navoiy International Airport      |                  |
| Oezbekistan | Nukus      | Nukus International Airport       |                  |
| Oezbekistan | Qarshi     | Qarshi Airport                    |                  |
| Oezbekistan | Samarkand  | Samarkand International Airport   | basis            |
| Oezbekistan | Sjahrisabz | Shahrisabz Airport                |                  |
| Oezbekistan | Tasjkent   | Tashkent International Airport    | hub              |
| Oezbekistan | Termiz     | Termiz Airport                    |                  |
| Oezbekistan | Urganch    | Urganch International Airport     |                  |
| Oezbekistan | Zomin      | Zomin Airport                     |                  |